# ایستگاه توریده
ایستگاه توریده (به ژاپنی: Toride Station) یکی از ایستگاه‌های خط جوبان است که در توریده، ایباراکی در ژاپن واقع شده‌است. این ایستگاه توسط شرکت راه‌آهن شرق ژاپن اداره می‌شود. همچنین یک شرکت راه‌آهن خصوصی بنام راه‌آهن کانتو نیز در اداره آن شرکت دارد.